# 엘레게이아
엘레게이아(Elegeia)는 오늘날 튀르키예의 에르주룸주에 위치한 고대 아르메니아의 도시이며 로마 제국, 아르메니아, 파르티아 간 중요한 사건들이 이곳에서 벌어졌다.

## 위치
엘레게이아의 정확한 위치는 알려져 있지 않다. 일반적으로 에르주룸과 아슈칼레 사이의 을르자 인근으로 위치시킨다. 프톨레마이오스는 엘레게이아를 아르탁사타와 거의 동일한 지방으로 위치시켰고 대 플리니우스는 유프라테스강에 위치시켰으며 비잔티움의 스테파노스는 엘레게이아를 유프라테스강 너머에 있다고 가리켰고 아리아노스의 '파르티카'(Parthica) 제8권에서 언급되기도 했다. 어느 경우에서든, 엘레게이아는 아르메니아 왕국의 중심부인 스탈라로 향하는 길목에 있는 중요한 곳이었다.

## 역사
이곳의 위치상 전략적 이점 때문에, 엘레게이아는 종종 로마, 아르메니아, 파르티아 또는 페르시아 간의 충돌 장소였다. 최소한 두 차례 이곳에서 중요 사건이 발생했었다.
114년에, 아르메니아의 국왕 파르타마시리스는 국왕 임명을 받기 위해 트라야누스 황제를 만나러 왔다. 트라야누스는 그를 왕으로 임명하기를 거부하고, 대신에 아르메니아를 정복했다. 트라야누스가 아르메니아의 북쪽 이웃한 곳들을 정복하는 원정을 이끈 곳이 엘레게이아에서부터였다.
161년 말에 마르쿠스 세다티우스 세베리아누스가 파르티아의 볼로가세스 4세가 이끄는 페르시아군에 패한 곳 역시도 엘레게이아였다.